# Coenonympha philea
Coenonympha philea är en fjärilsart som beskrevs av Freyer 1831. Coenonympha philea ingår i släktet Coenonympha och familjen praktfjärilar. Inga underarter finns listade i Catalogue of Life.